# Заоскілля
Заоскілля — проміжна залізнична станція Куп'янської дирекції залізничних перевезень Південної залізниці. Розташована на двоколійній електрифікованій змінним струмом лінії Куп'янськ — Валуйки між станціями Куп'янськ-Сортувальний та Мовчанове у м. Куп'янськ Харківської області. На станції зупиняються тільки приміські поїзди.